# Erythroxylum pauciflorum
Erythroxylum pauciflorum är en tvåhjärtbladig växtart som beskrevs av Henry Hurd Rusby. Erythroxylum pauciflorum ingår i släktet Erythroxylum och familjen Erythroxylaceae. Inga underarter finns listade i Catalogue of Life.